# 小山田之知
小山田 之知（おやまだ ゆきとも、? - 寛永13年9月6日（1636年10月4日））は、安土桃山時代から江戸時代前期にかけての武士。小山田氏・真田氏の家臣。通称は主膳正。
父は小山田茂誠、母は真田昌幸の長女・村松殿。妻は幕府旗本滝川一積の養女で、宇多頼次（尾藤知宣長男）の娘。
初め真田姓を称し、真田主膳正。その後、真田姓を返上したが、小山田とは名乗らず、小野に改めた。子の代に小山田に復姓している。

## 生涯
父の小山田茂誠は甲斐都留郡の国衆・小山田氏の一門である境弾正家の出自であるが、後に武田家臣の石田小山田氏の小山田昌成の子孫を称している。茂誠は武田家臣時代に同じく武田家臣であった真田昌幸の娘と婚姻したと考えられている。天正10年（1582年）3月の織田信長・徳川家康連合軍の武田領侵攻（甲州征伐）により武田氏は滅亡し、直前に離反した小山田氏の当主・小山田信茂は織田氏に処刑され、小山田氏は滅亡した。之知の生年は不明であるが、武田氏が滅亡した際に小野村に身を隠したという伝承があり、事実とすればこれ以前の生まれとなる。
武田氏・小山田氏の滅亡後、父の茂誠は相模国の後北条氏に仕えた後、真田家に仕えた。茂誠は真田一門として真田姓を許されており、慶長5年（1600年）の関ヶ原の戦いにおいて真田昌幸とともに西軍に属するが、西軍の敗北に伴い昌幸嫡男の信之の家臣となる。
慶長7年（1602年）2月18日、真田信之から「之」の字を与えられた。慶長11年（1606年）3月、父・茂誠とは別に100貫文の知行を与えられる。慶長19年（1614年）の大坂冬の陣後、叔父の真田信繁との交流があり、父と同様に信繁から書状が送られている。
元和8年（1622年）に信之の松代移封に従い、寛永5年（1628年）10月3日、知行969石を与えられた。この頃までに家督を相続した。
寛永13年（1636年）に死去。法名は落葉一歩。墓所は長国寺。
子孫は真田家の次席家老として江戸時代を通じて続いた。